# LGBT 관광

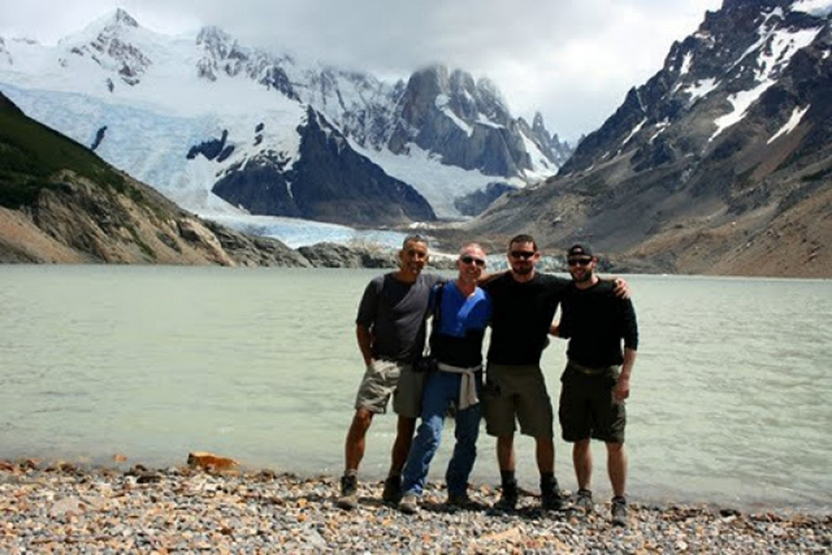
LGBT 관광

LGBT 관광은 관광 시장 중 하나로, LGBT(레즈비언 · 게이 · 양성애자 · 트랜스젠더)를 대상으로 한 틈새 시장을 나타내는 말이다.

## 같이 보기
- 도로시의 친구
- 게이프렌들리
- 시드니 마디 그라